# Tadateru Omoto
Tadateru Omoto (Kanagawa, 6 april 1969) is een voormalig Japans voetballer.

## Carrière
Tadateru Omoto speelde tussen 1994 en 1996 voor Bellmare Hiratsuka.

## Statistieken
| Japan   | Japan              | Japan       | League | League | Emperor's Cup | Emperor's Cup | J-League Cup | J-League Cup | Totaal | Totaal |
| Seizoen | Club               | League      | Wed.   | Goals  | Wed.          | Goals         | Wed.         | Goals        | Wed.   | Goals  |
| ------- | ------------------ | ----------- | ------ | ------ | ------------- | ------------- | ------------ | ------------ | ------ | ------ |
| 1994    | Bellmare Hiratsuka | J. League 1 | 8      | 2      | 0             | 0             | 0            | 0            | 8      | 2      |
| 1995    | Bellmare Hiratsuka | J. League 1 | 13     | 1      | 0             | 0             | -            | -            | 13     | 1      |
| 1996    | Bellmare Hiratsuka | J. League 1 | 3      | 0      | 0             | 0             | 2            | 0            | 5      | 0      |
| Totaal  | Totaal             | Totaal      | 24     | 3      | 0             | 0             | 2            | 0            | 26     | 3      |